# 잔토신 삼인산
잔토신 삼인산(영어: xanthosine triphosphate, XTP)은 살아있는 세포에 의해 생성되지 않는 뉴클레오타이드로 그 기능에 대해서도 알려진 바가 없다. 잔토신 삼인산(XTP)의 사용은 일반적으로 다른 뉴클레오타이드와 결합하는 효소에 대한 실험으로 제한된다. 퓨린 염기의 탈아미노화는 이노신 삼인산(ITP), 디옥시이노신 삼인산(dITP), 잔토신 삼인산(XTP) 및 디옥시잔토신 삼인산(dXTP)와 같은 뉴클레오타이드의 축적을 초래할 수 있다.

## 같이 보기
- 잔토신
- 잔토신 일인산 (XMP)